# Saint-Ouen-du-Tilleul
Pour les articles homonymes, voir Saint-Ouen.
Saint-Ouen-du-Tilleul est une commune française située dans le département de l'Eure, en région Normandie.

## Géographie

### Hydrographie
La commune est située dans le bassin Seine-Normandie. Elle est drainée par le fossé 01 de la commune de Elbeuf,.

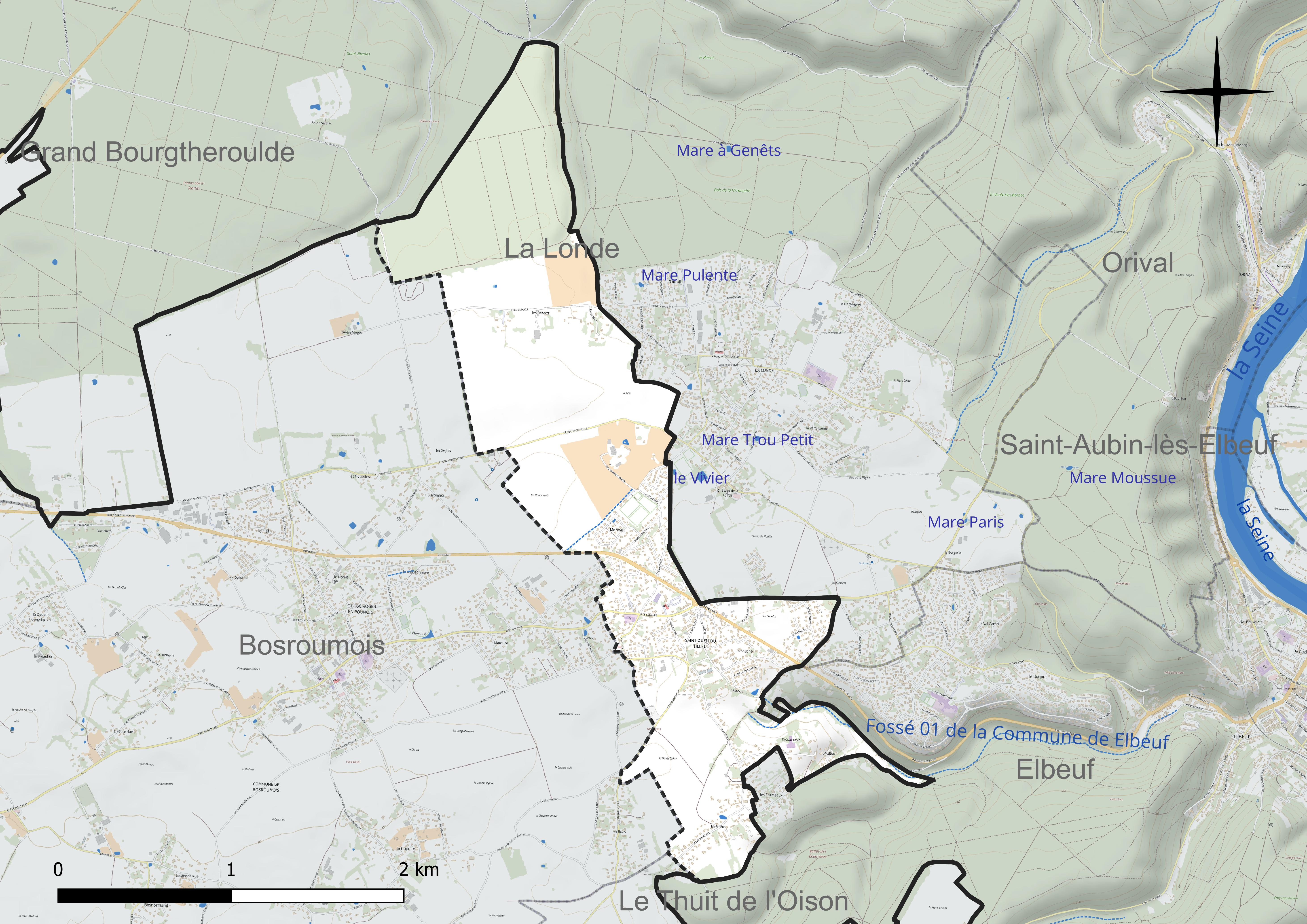
Réseau hydrographique de Saint-Ouen-du-Tilleul.

### Climat
Pour des articles plus généraux, voir Climat de la Normandie et Climat de l'Eure.
En 2010, le climat de la commune est de type climat océanique dégradé des plaines du Centre et du Nord, selon une étude du CNRS s'appuyant sur une série de données couvrant la période 1971-2000. En 2020, Météo-France publie une typologie des climats de la France métropolitaine dans laquelle la commune est exposée à un climat océanique et est dans la région climatique  Côtes de la Manche orientale, caractérisée par un faible ensoleillement (1 550 h/an) ; forte humidité de l’air (plus de 20 h/jour avec humidité relative > 80 % en hiver), vents forts fréquents. Parallèlement le GIEC normand, un groupe régional d’experts sur le climat, différencie quant à lui, dans une étude de 2020, trois grands types de climats pour la région Normandie, nuancés à une échelle plus fine par les facteurs géographiques locaux. La commune est, selon ce zonage, exposée à un « climat contrasté des collines », correspondant au Pays d’Auge, Lieuvin et Roumois, moins directement soumis aux flux océaniques et connaissant toutefois des précipitations assez marquées en raison des reliefs collinaires qui favorisent leur formation.
Pour la période 1971-2000, la température annuelle moyenne est de 10,3 °C, avec  une amplitude thermique annuelle de 13,8 °C. Le cumul annuel moyen de précipitations est de 820 mm, avec 12,6 jours de précipitations en janvier et 8,4 jours en juillet. Pour la période 1991-2020, la température moyenne annuelle observée sur la station météorologique la plus proche, située sur la commune de Louviers à 18 km à vol d'oiseau, est de 11,8 °C et le cumul annuel moyen de précipitations est de 719,5 mm,. Pour l'avenir, les paramètres climatiques de la commune estimés pour 2050 selon différents scénarios d’émission de gaz à effet de serre sont consultables sur un site dédié publié par Météo-France en novembre 2022.

## Urbanisme

### Typologie
Au 1er janvier 2024, Saint-Ouen-du-Tilleul est catégorisée ceinture urbaine, selon la nouvelle grille communale de densité à 7 niveaux définie par l'Insee en 2022.
Elle appartient à l'unité urbaine de Rouen, une agglomération inter-départementale dont elle est une commune de la banlieue,. Par ailleurs la commune fait partie de l'aire d'attraction de Rouen, dont elle est une commune de la couronne,. Cette aire, qui regroupe 317 communes, est catégorisée dans les aires de 200 000 à moins de 700 000 habitants,.

### Occupation des sols
L'occupation des sols de la commune, telle qu'elle ressort de la base de données européenne d’occupation biophysique des sols Corine Land Cover (CLC), est marquée par l'importance des territoires agricoles (47,5 % en 2018), en diminution par rapport à 1990 (55,8 %). La répartition détaillée en 2018 est la suivante : 
terres arables (42,3 %), zones urbanisées (29,9 %), forêts (22,7 %), prairies (5,1 %). L'évolution de l’occupation des sols de la commune et de ses infrastructures peut être observée sur les différentes représentations cartographiques du territoire : la carte de Cassini (XVIIIe siècle), la carte d'état-major (1820-1866) et les cartes ou photos aériennes de l'IGN pour la période actuelle (1950 à aujourd'hui).

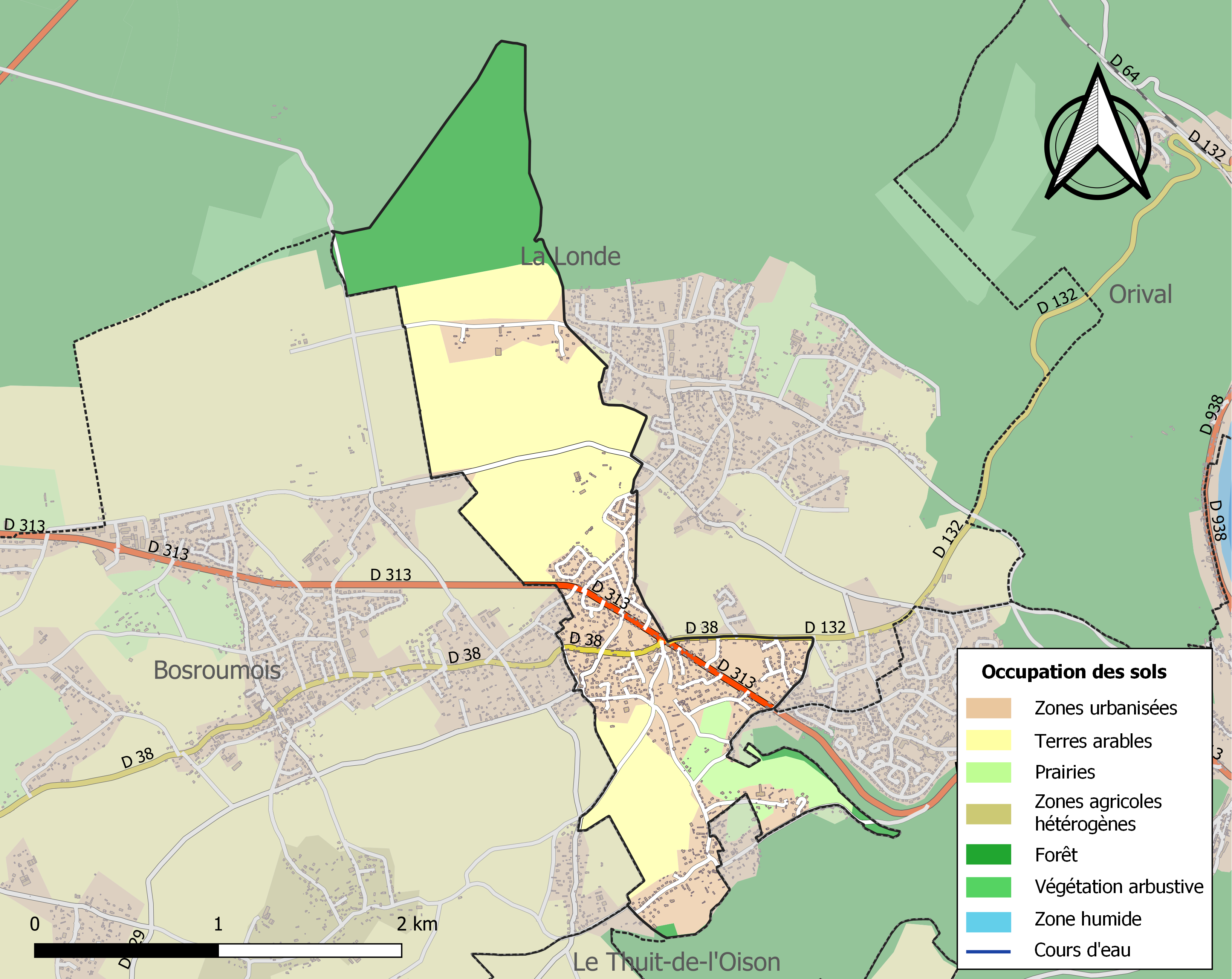
Carte des infrastructures et de l'occupation des sols de la commune en 2018 (CLC).

## Toponymie
Saint-Ouen-du-Tilleul a connu plusieurs changements de nom avant de conserver l'actuel
Le nom de la localité est attesté sous la forme Sanctus Audoenus de Tuito Heudeberti en 1249, Saint-Ouen-du-Tuihebert de 1793 à 1801, Saint-Ouen-de-la-Londe de 1801 à 1853, Saint-Ouen-du-Tilleul de 1853 à maintenant (par décret du 12 février de 1853),.
L'hagiotoponyme Saint-Ouen est issu de l'hagionyme d'un évêque de Rouen (609-686).
Tilleul du latin populaire tiliolus, diminutif de tilia, « tilleul ».

## Héraldique
| Blason de Saint-Ouen-du-Tilleul | Blason  | Écartelé, au premier et au quatrième d'azur à la bande d'argent chargée de cinq losanges aboutées de gueules, accompagnée de deux molettes d'or, au deuxième et au troisième d'argent à deux fasces de gueules. |
| Blason de Saint-Ouen-du-Tilleul | Détails | Le statut officiel du blason reste à déterminer. |

## Politique et administration
| Période                                  | Période                  | Identité            | Étiquette    | Qualité                           |
| ---------------------------------------- | ------------------------ | ------------------- | ------------ | --------------------------------- |
| Les données manquantes sont à compléter. |                          |                     |              |                                   |
| 1918                                     |                          | Cornu               |              |                                   |
|                                          |                          | Paul-Élie Lenormand |              |                                   |
| mars 2001                                | 2014                     | Pierre-Louis Brau   | UDF puis DVD | Conseiller général de 1998 à 2004 |
| mars 2014                                | En cours (au avril 2014) | Jean Aubourg        | SE           | Retraité                          |

## Population et société

### Démographie
L'évolution du nombre d'habitants est connue à travers les recensements de la population effectués dans la commune depuis 1793. Pour les communes de moins de 10 000 habitants, une enquête de recensement portant sur toute la population est réalisée tous les cinq ans, les populations de référence des années intermédiaires étant quant à elles estimées par interpolation ou extrapolation. Pour la commune, le premier recensement exhaustif entrant dans le cadre du nouveau dispositif a été réalisé en 2007.

En 2022, la commune comptait 1 777 habitants, en évolution de +9,09 % par rapport à 2016 (Eure : −0,25 %, France hors Mayotte : +2,11 %).
| 1793 | 1800 | 1806 | 1821 | 1831 | 1836 | 1841 | 1846 | 1851 |
| ---- | ---- | ---- | ---- | ---- | ---- | ---- | ---- | ---- |
| 388  | 318  | 344  | 360  | 440  | 471  | 438  | 421  | 448  |

| 1856 | 1861 | 1866 | 1872 | 1876 | 1881 | 1886 | 1891 | 1896 |
| ---- | ---- | ---- | ---- | ---- | ---- | ---- | ---- | ---- |
| 450  | 514  | 601  | 588  | 626  | 558  | 540  | 494  | 467  |

| 1901 | 1906 | 1911 | 1921 | 1926 | 1931 | 1936 | 1946 | 1954 |
| ---- | ---- | ---- | ---- | ---- | ---- | ---- | ---- | ---- |
| 416  | 380  | 328  | 328  | 353  | 340  | 324  | 355  | 352  |

| 1962 | 1968 | 1975 | 1982  | 1990  | 1999  | 2006  | 2007  | 2012  |
| ---- | ---- | ---- | ----- | ----- | ----- | ----- | ----- | ----- |
| 403  | 616  | 984  | 1 203 | 1 521 | 1 413 | 1 543 | 1 561 | 1 558 |

| 2017  | 2022  | - | - | - | - | - | - | - |
| ----- | ----- | - | - | - | - | - | - | - |
| 1 653 | 1 777 | - | - | - | - | - | - | - |

### Sports
Football
| Maillot de l'équipe |

La commune de Saint-Ouen-du-Tilleul accueille le club du Football Association du Roumois (couramment abrégé en FA Roumois ou FAR). Il est inscrit en 1969 à la Fédération française de football sous le nom de Football Club Audœnien et prend son nom actuel en 1989. Le FA Roumois est le club de football du canton et de la communauté de communes de Bourgtheroulde, dans le département de l'Eure en région Haute-Normandie. Il est présidé par Bernard Blond. En 2009, l'équipe première évolue en 1re division de District de l'Eure de la Ligue Normandie. Les matchs et entraînements ont lieu au stade René Berthelot situé sur les terrains de la commune. Les couleurs officielles de l'équipe sont le vert et le noir.
Chaque année, lors du week-end de la Pentecôte, est organisé un Tournoi International Mixte de Football, accueillant de nombreuses équipes venant de toute la France et de l'étranger[réf. nécessaire]. Ainsi, la compétition a déjà accueillie de jeunes joueurs du PSG, de Belgique, d'Allemagne. En 2009, le tournoi accueille, entre autres, des équipes venant d'Italie et du Luxembourg.

## Culture locale et patrimoine

### Lieux et monuments
- Église Saint-Ouen[28]
- Manoir au lieu-dit Maraval[29]